# José Barahona Núncio
José de Barahona Núncio (Lisboa, 30 de Dezembro de 1933 — Évora, 8 de outubro de 2006) foi um cavaleiro tauromáquico português.
Filho do grande cavaleiro que foi João Branco Núncio, passou a sua infância entre Alcácer do Sal e Alcáçovas, onde de perto acompanhou a vida de lavradores de seu pai e avós. Curiosamente, a primeira vez que toureou público foi a pé e não a cavalo, num festejo realizado na Golegã, em benefício do hospital local, corria o ano de 1948. Iniciaria pouco depois o seu trajeto como cavaleiro amador, na praça de Alcácer do Sal, por ocasião da Feira de Outubro de 1951. No ano de 1955, mais precisamente em 27 de maio, faz a sua apresentação na Monumental do Campo Pequeno. As temporadas em que mais se distinguiu foram 1959 (ano em que se licenciou em Agronomia), 1960 e 1961, sendo o seu cavalo  Maroto, ferro Assunção Coimbra, responsável por muitos dos seus êxitos. Por essa altura alterna por diversas vezes com cavaleiros (profissionais e amadores) como José Samuel Lupi, José Maldonado Cortes, Fernando Palha, Alfredo Conde, Luís Neto, Rebelo da Gama, José Mestre Baptista e Júlio Borba. Toma a alternativa das mãos de João Branco Núncio, a 16 de Agosto de 1962, no Campo Pequeno, Lisboa. Esteve afastado das arenas nos anos de 1967 até 1970, altura em que foi prestar o serviço militar na Guerra do Ultramar como capitão miliciano. Regressou ao toureio na época de 1971, ano em que se exibiu com sucesso em diversas praças de Portugal e Espanha. Toureou pela última vez na Monumental Celestino Graça, Santarém, por ocasião da Feira da Piedade, a 10 de Outubro de 1971. A 17 de Fevereiro de 1972, ao montar o cavalo Príncipe  Igor, na herdade de Vale de Lobos, sofre uma queda  que o vai deixar imobilizado durante 34 anos. Passadas as vicissitudes do PREC e da Reforma Agrária, que atingiu as suas explorações agrícolas e pecuárias, e após a morte de seu pai, José Barahona Núncio toma conta da ganadaria Branco Núncio, onde empregou todo o seu conhecimento sobre a criação do toiro bravo. Fruto do seu empenho, viria a obter grandes êxitos como ganadeiro ao longo das décadas de 1980 e 1990, em Portugal, Espanha e França. A sua paixão pela festa dos toiros deixá-la-a imortalizada ainda em muitos desenhos e pinturas, e também algumas esculturas, que demonstram o artista multifacetado que José Núncio era.